# Halichoeres nicholsi
Halichoeres nicholsi är en fiskart som först beskrevs av Jordan och Gilbert 1882.  Halichoeres nicholsi ingår i släktet Halichoeres och familjen läppfiskar. IUCN kategoriserar arten globalt som livskraftig. Inga underarter finns listade i Catalogue of Life.